# Paitzdorf
Paitzdorf ist eine Gemeinde im thüringischen Landkreis Greiz. Sie gehört zur Verwaltungsgemeinschaft Ländereck.

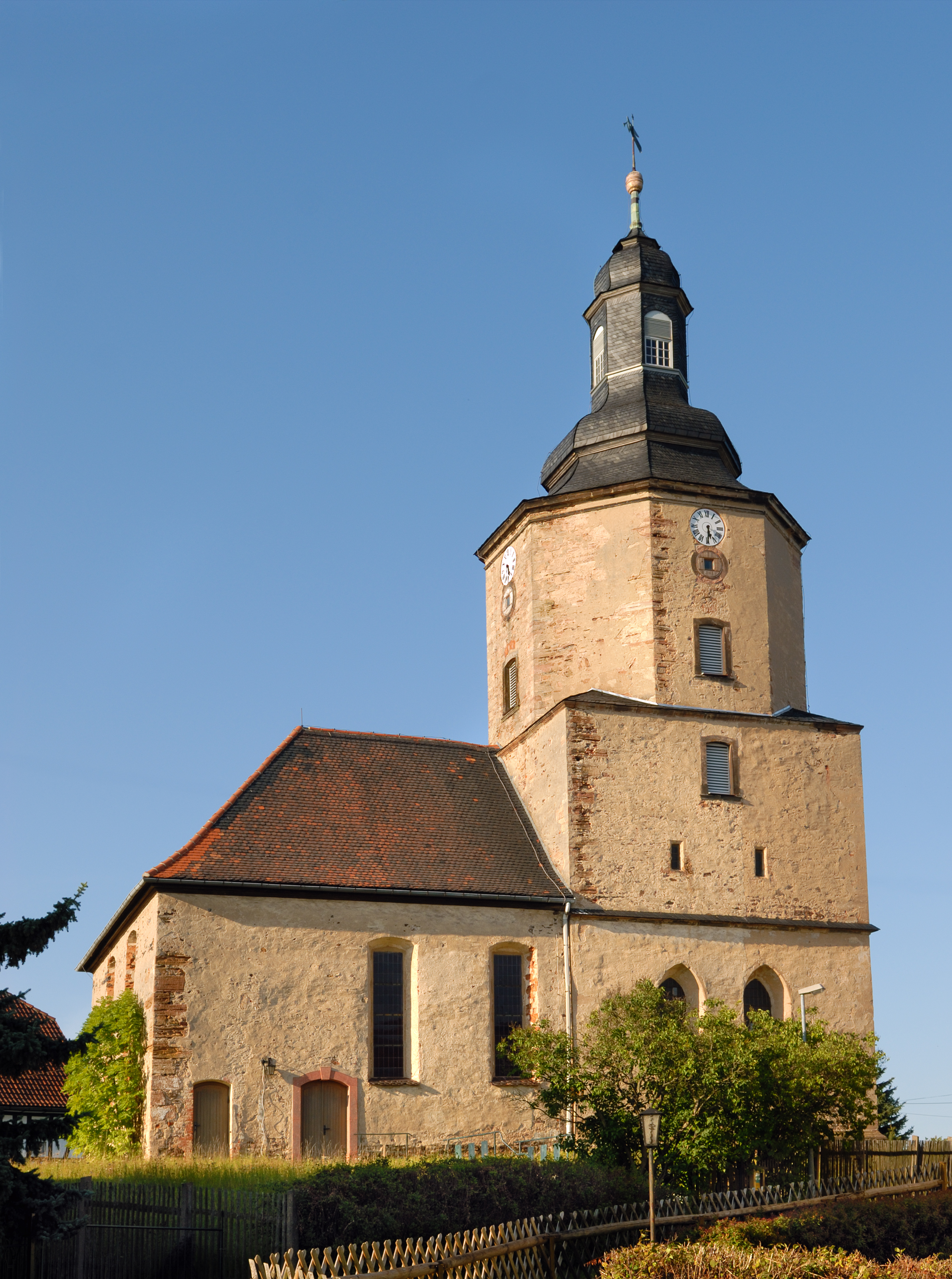
Kirche

## Geographie

### Geographische Lage

Blick über Paitzdorf

Die Gemeinde Paitzdorf liegt etwa 15 km östlich von Gera im Ronneburger Acker- und Bergbaugebiet. Durch das Gemeindegebiet fließt die Westliche Sprotte, die zwischen Posterstein und Nöbdenitz in die Mannichswalder Sprotte mündet. Die höchsten Erhebungen im Gemeindegebiet sind 317 Meter hoch. Die nächste Stadt ist Ronneburg, 3 km nordwestlich gelegen.

### Nachbargemeinden
Angrenzend befinden sich die Stadt Ronneburg und die Gemeinde Rückersdorf im Landkreis Greiz sowie Heukewalde und Posterstein im Landkreis Altenburger Land.

### Gemeindegliederung
Zur Gemeinde gehört der Ortsteil Mennsdorf, der am 1. Juli 1950 eingegliedert wurde.

## Geschichte
Am 13. April 1290 wurde Paitzdorf erstmals urkundlich erwähnt. Patronatsrechtlich wurde die Kirche des Dorfes 1302 durch Heinrich I., Vogt von Plauen dem Kloster Cronschwitz zugewiesen. Auch lehensrechtlich ist das Dorf bis zur Reformation diesem Kloster sowie dem Kloster Mildenfurth verpflichtet. 1527 wird das Lehen dem kursächsischen Rat Anarg von Wildenfels erblich unterstellt.  1838 verließen etwa 40 Paitzdorfer aus religiösen Gründen als Altlutheraner ihre Heimat und wanderten nach Amerika aus. Dort gründeten sie gemeinsam mit den sächsischen Auswanderern am Mississippi River die Orte Altenburg, Frohna, Wittenberg, Dresden und Paitzdorf, das heutige Uniontown.
Bis 1918 gehörte das Dorf zu Sachsen-Altenburg und war seit 1900 dem Landratsamt Ronneburg zugehörig. 1922 ging es an den Landkreis Gera.
Am 1. Juli 1950 wurde die bis dahin eigenständige Gemeinde Mennsdorf eingegliedert. 1952 gehörte Paitzdorf kurzzeitig zum Kreis Schmölln, ging aber noch im selben Jahr an den Kreis Gera-Land. 1963 wurde die 1792 erbaute Paitzdorfer Windmühle abgerissen. 1969 wurden drei Glocken d’, a’, c’ aufgezogen und am Buß- und Bettag neu geweiht. Sie waren 1959 von Schilling, Apolda für Culmitzsch gegossen worden, doch dieser Ort musste inzwischen dem Uranabbau weichen.

### Einwohnerentwicklung
1910 lebten in Paitzdorf 414 und in Mennsdorf 191 Einwohner. 1933 zählte Paitzdorf 380 und Mennsdorf 193 Einwohner. 1939 lagen die Einwohnerzahlen jeweils bei 370 und 203.
Entwicklung der Einwohnerzahl der vergangenen 20 Jahre (Stand jeweils 31. Dezember):
Datenquelle: Thüringer Landesamt für Statistik

## Politik

### Gemeinderat
Seit der Kommunalwahl vom 26. Mai 2019 setzt sich der Gemeinderat wie folgt zusammen:
- Freiwillige Feuerwehr Paitzdorf / Freie Wählergemeinschaft – 5 Sitze (91,5 %)
- CDU / Gemeinschaft christlicher Bürger – 1 Sitz (8,5 %)

Die Wahlbeteiligung lag bei 75,2 % und damit um 5,9 %p höher als 2014 (69,3 %).

### Bürgermeister
Seit der Bürgermeisterwahl vom 27. Mai 2004 bei der Jörg Trillitzsch mit 71,2 % der Stimmen zum Bürgermeister gewählt und zuletzt am 5. Juni 2016 mit 96 % der Stimmen im Amt bestätigt wurde, hat er dieses Amt inne.

## Sport
Die Herrenmannschaft des BSV Paitzdorf spielt in der 1. Fußball-Kreisklasse. Die Fußball-Nachwuchsmannschaft existiert seit 2006 im aktiven Spielbetrieb.
Der BSV Paitzdorf unterhält des Weiteren eine Sektion Bogenschießen, welche erstmals im Jahre 2017 zwei Deutsche Meister hervorbrachte: Linda Charlotte Mentzel (Jagdbogen, weiblich U17, DM Halle in Schwedt) und Michael Hofmann (Compound, Herren, DM Wald in Hornburg). Seitdem sind die Bogenschützen auf Landes- und Bundesebene konstant sehr erfolgreich. Zweimal im Jahr veranstalten die Paitzdorfer Bogenschützen ein eigenes Bogenturnier.

## Wirtschaft und Infrastruktur

### Verkehr
Im Nordwesten der Gemeinde verläuft die Landesstraße L 1081 von der Bundesstraße 7 und der Anschlussstelle Ronneburg der A 4 nach Seelingstädt-Chursdorf zur B 175, ohne die bebauten Ortskerne zu berühren. Die eigentlichen Dörfer werden über Verbindungsstraßen mit Rückersdorf, Reust, dem Gewerbegebiet an der L 1081 (vormals Paitzdorfer Straße nach Ronneburg), Stolzenberg, Posterstein und Heukewalde erschlossen. Das Busunternehmen Piehler fährt mit der Linie 212 Gera–Friedmannsdorf beide Ortsteile an Werktagen an. Die nächste Bahnstation ist in Ronneburg, wo Regional-Express-Verbindungen nach Gera Zwickau, Altenburg und Erfurt–Göttingen bestehen.

### Ansässige Unternehmen
Nordwestlich des Kerndorfes befand sich von 1954 bis 1990 der Bergbaubetrieb (BB) Paitzdorf der SDAG Wismut. Die unter anderem daraus resultierenden Abraumhalden waren bis zum Jahr 2005 von Weitem zu sehen. Beginnend im Januar 2006 wurden die Paitzdorfer Halden des Uranbergbaus der Wismut GmbH in Richtung des alten Urantagebaus Lichtenberg umgelagert. Dieses Großprojekt konnte bis zur Bundesgartenschau 2007 fertiggestellt werden.
Je ein Unternehmen für Dämmstofferzeugnisse und Abfallbeseitigung firmieren nun auf dem Gebiet des ehemaligen BB Paitzdorf.
Zwei Stallungen und durch die Agrargenossenschaft Rückersdorf bewirtschaftete Felder umgeben Paitzdorf. Im Ort befinden sich mehrere Kleinbetriebe.

### Wasserver- und Abwasserentsorgung
Die Gemeinde Paitzdorf ist Mitglied im Zweckverband Wasser/Abwasser Mittleres Elstertal. Dieser übernimmt für die Gemeinde die Trinkwasserver- und Abwasserentsorgung.

### Breitbandinternetversorgung
Seit dem 1. Januar 2019 stehen in der als ländlich geltenden Gemeinde DSL-Geschwindigkeiten bis 250 Mbit/s zur Verfügung.

### Bildung

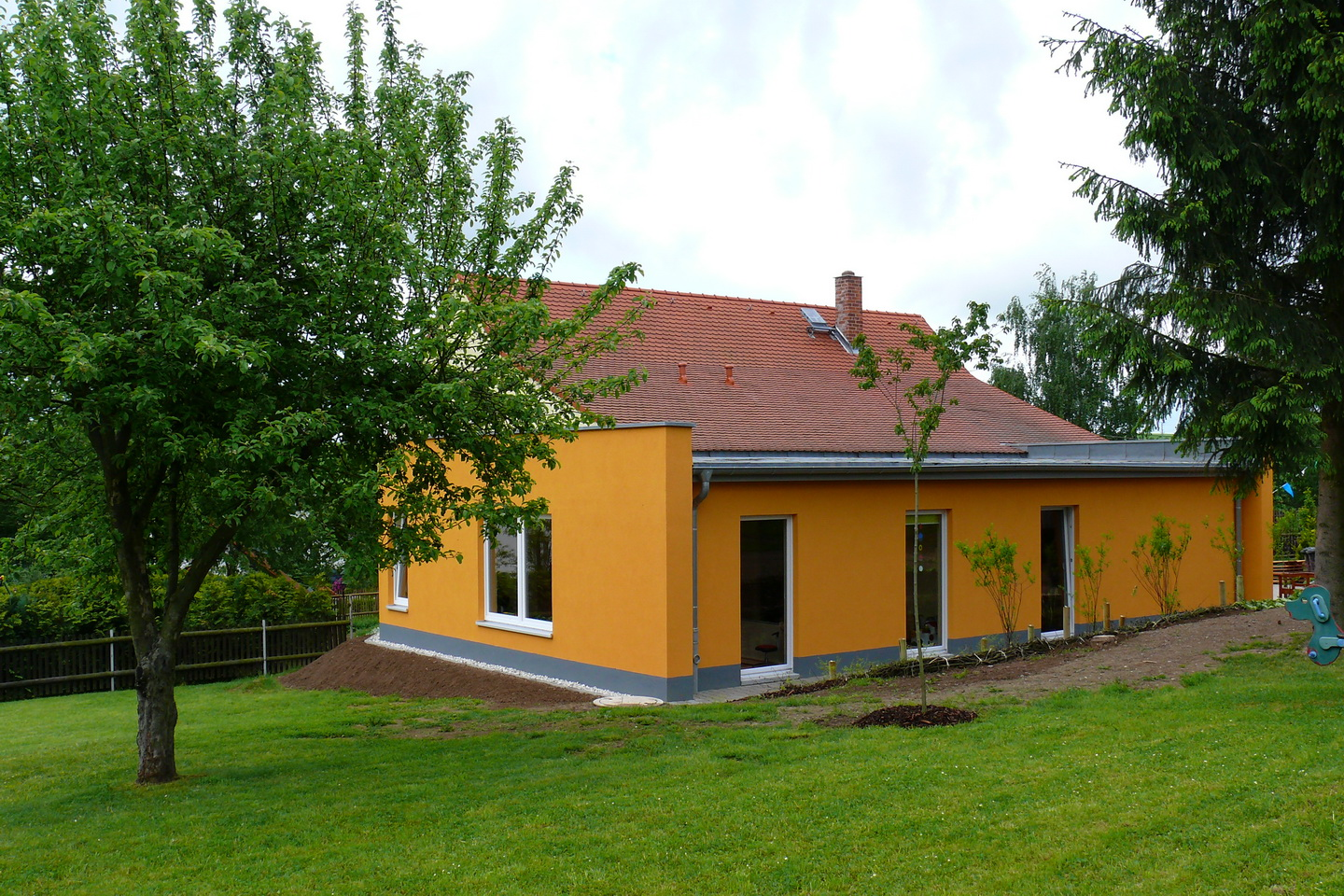
Kindertagesstätte

In Paitzdorf betreibt die Arbeiterwohlfahrt  (AWO) eine Kindertagesstätte (Paitzdorfer Strolche). Derzeit werden dort 56 Kinder betreut (Inklusive Hortbetrieb). Die für Paitzdorf in der Verwaltungsgemeinschaft Wünschendorf/Elster zuständige Grundschule befindet sich in Rückersdorf. Die Schüler der für Paitzdorf zugeordneten Regelschule müssen nach Seelingstädt fahren; das ortsangebundene Gymnasium ist das Osterlandgymnasium Gera.

## Persönlichkeiten
- Armin Petzold (1923–2004), Chemiker und Hochschullehrer